# اریس (تروئل)
اریس (تروئل) (به اسپانیایی: Orrios) یک شهرستان در اسپانیا است که در استان تروئل واقع شده‌است.

## خصوصیات
اریس ۴۴ کیلومترمربع مساحت و ۱۸۰ نفر جمعیت دارد.